# エクトル・レイノーソ
エクトル・レイノーソ（Héctor Reynoso López, 1980年10月3日 - ）は、メキシコ・メキシコシティ出身のサッカー選手。元メキシコ代表である。ポジションはディフェンダー（センターバック）。
長くて癖のある髪質のため、メキシコではサムソン（旧約聖書に登場する怪力の人物）と呼ばれる。

## 経歴
2001年4月17日、UANLティグレス戦でデビューした。それからずっとCDグアダラハラでプレーしており、現在のチームメイトのジョニー・マガロンや以前のチームメイトのフランシスコ・ハビエル・ロドリゲスなど同様にディフェンスのリーダーと考えられている。Clausura2006では全17試合に出場し、12試合にフル出場した。5枚のイエローカードをもらい、得点はゼロだった。コパ・リベルタドーレスのインデペンディエンテ・サンタフェ戦セカンドレグでは6分に重要なゴールを奪い、準々決勝進出に貢献した。ファーストレグは3-0で勝利していたが、セカンドレグで1-3と敗戦し、2試合合計は4-3と僅差の試合だった。本来のキャプテンのラモン・モラレスや第二キャプテンのオマール・ブラボが、コパ・アメリカ出場のために不在だった2007年のピースカップでは、レイノーソがキャプテンを務めた。その試合ではラシン・サンタンデールに5-0で圧勝した。
2009年のコパ・リベルタドーレスグループリーグ最終節のためにチリに入国していたCDグアダラハラの選手たちは、数ヶ月前にメキシコから発生した新型インフルエンザの影響で様々な嫌がらせを受けていた。レイノーソはその状況にたまりかね、「俺はインフルエンザ感染者だ。ウイルスをうつしてやるぜ」と言いながら対戦相手のセバスティアン・ペンコの顔にせきを吐きかけた。これに対して南米サッカー連盟 (CONMEBOL) は、レイノーソに大会からの一時追放処分を言い渡した。